# Cappel (Francia)
Cappel è un comune francese di 710 abitanti situato nel dipartimento della Mosella nella regione del Grand Est.

## Società

### Evoluzione demografica
Abitanti censiti